# Аббон Осерский
Аббон (фр. Abbon, лат. Abbonus; IX век — 860) — епископ Осера (857—859), местночтимый святой (день памяти — 3 декабря).

## Биография
Аббон был сыном баварца Ансельма и Фротильды, родиной которой было Гатине. У Аббона было два брата: Эрибальд, в 828 году возглавивший Осерскую епархию, и Луп Серват, аббат монастыря в Феррьере.
Выходец из знатного и влиятельного рода, Аббон ещё юношей поступил на службу ко двору правителя Западно-Франкского государства Карла II Лысого. Он участвовал в посольстве, которое Карл направил к императору Лотарю I, но уже в 843 году по неизвестным причинам лишился монаршей милости. Это событие подвигло Аббона принять монашеский сан и удалиться в находившийся в Осере бенедиктинский монастырь Сен-Жермен. Приблизительно в 853 году Аббон стал настоятелем этой обители.
В 857 году скончался епископ Эрибальд. После смерти брата известный своим благочестием Аббон был избран его преемником. В «Деяниях епископов Осера» сообщается, что Аббон долго сопротивлялся избранию, и уступил только после многочисленных и настойчивых просьб духовенства и прихожан. В средневековых документах упоминается, что несмотря на всеобщее одобрение, интронизация нового епископа состоялась только после того, как его кандидатура была утверждена королём Карлом II Лысым. Таким образом, Аббон стал первым главой Осерской епархии, вынужденным получать разрешение на возведение в сан от светских правителей. Получение Аббоном епископского сана — первый в IX веке случай в землях Каролингов получения представителем монашества власти над церковной епархией.
Согласно хроникам, уже будучи епископом, Аббон продолжал носить монашескую власяницу, показывая другим пример строгого аскетизма. Всё своё личное имущество Аббон продал, а вырученные от этого средства использовал на нужды Осерской епархии.
Аббон упоминается как участник церковного собора в Меце, состоявшегося 28 мая 859 года, и собора, прошедшего в Савоньере 14 июня того же года. Однако вскоре после этого по неизвестным причинам он оставил епископский сан, передав его Христиану. 22 октября 860 года Аббон в составе делегации Осерской епархии участвовал в церковном соборе в Туси, но уже 3 декабря того же года он скончался.
По свидетельству историков, Аббон превосходил всех своих предшественников на осерской кафедре благочестием и христианскими добродетелями. Благодаря этим достоинствам, хотя имя Аббона и не было внесено в Римский мартиролог, он почитается как блаженный в Осерской епархии. День его памяти — 3 декабря. При произведённом в XVII веке вскрытии могилы Аббона в аббатстве Сен-Жермен, было обнаружено хорошо сохранившееся тело святого епископа, облачённое в монашеские одеяния.